# Seixal
Seixal (portugisiskt uttal: [sɐjˈʃal]
 ( lyssna)) är en stad och kommun i Portugal. Den ligger på Tejo-flodens södra bank, mittemot Lissabon, och gränsar till Almada i väster, Barreiro i öster och Sesimbra i söder.
Staden är huvudorten i Seixal-kommunen, vilken ingår i Setúbals distrikt, och är en del av Storstadsområdet Lissabon (Área Metropolitana de Lisboa).
Kommunen har 158 269 invånare (2020) och en yta på 95 km².
Den består av 4 kommundelar (freguesias).

## Ortnamnet
Ortnamnet Seixal kommer av det portugisiska ordet seixal med betydelse "plats där det finns mycket klapperstenar (seixo på portugisiska och saxi på latin)".